# Kirk Kerkorian
Kirk Kerkorian, född 6 juni 1917 i Fresno, Kalifornien, död 15 juni 2015 i Los Angeles, Kalifornien, var en amerikansk affärsman som vid sin död var en av världens 100 rikaste personer. Han hade armenisk familjebakgrund.